# Phronia ristoi
Phronia ristoi es una especie de mosquito del género Phronia, categorizada en la tribu Mycetophilini, subfamilia Mycetophilinae.

## Descripción
Mide 2,9-3,0 mm de longitud corporal, cabeza marrón oscura, cara amarillenta y piezas bucales de color amarillo.

## Taxonomía
Fue descrita por Kurina & Pototski en 2022.
Tratamiento taxonómico
La especie aparece registrada y publicada en Two new species of Phronia Winnertz, 1864 (Diptera, Mycetophilidae) from Taita Hills, Kenya. African Invertebrates 63(1): 89-103.